# 2015 GT50
2015 GT50, trước đây được gọi là o5p060, là một vật thể bên ngoài sao Hải Vương quay trong vành đai Kuiper tại khu vực ngoài cùng của Hệ Mặt Trời. Nó được quan sát lần đầu tiên bởi Khảo sát Nguồn gốc Hệ Mặt trời Bên ngoài bằng Kính viễn vọng Canada – Pháp – Hawaii tại Mauna Kea vào ngày 13 tháng 4 năm 2015.